# Джейнсвилл (Висконсин)
Джейнсвилл (англ. Janesville) — город на юге штата Висконсин в США, окружной центр округа Рок. По данным переписи 2010 года, в городе проживают 63575 человек.

## История
Территория Джейнсвилла был домом для многих индейских племён до пришествия переселенцев с востока. По Закону о переселении индейцев 1830 года многие индейские народы были изгнаны из своих родных земель, чтобы освободить место для американских поселенцев, и коренные американцы, в том числе племена Виннебаго и потаватоми, были вынуждены переселиться в резервации.
Многие из первых белых поселенцев создали фермы и начали выращивать пшеницу и другие зерновые культуры. Ключевым поселенцем в данной местности был Генри Джейнс, уроженец Вирджинии, который был самопровозглашённым лесозаготовителем и первым планировщиком города. Джейнс пришёл в этот район в начале 1830-х годов и первоначально хотел назвать новое поселение «Blackhawk», в честь известного лидера сауков, но ему было отказано чиновниками почтового отделения. После некоторых споров было решено, что город будет назван в честь самого Джейнса, и таким образом, в 1835 году был основан Джейнсвилл.
Когда население в районе Джейнсвилла выросло, на реке Рок стали развиваться новые отрасли промышленности, в том числе мукомольная и лесопильная. Первая плотина была построена в 1844 году.

## Демография
По данным переписи 2010 года в городе насчитывалось 63575 жителей, 25 828 занятых единиц жилья, и 16 718 семей. Плотность населения была 834,1 человек на квадратный километр. Расовый состав населения города: 91,7 % белых, 2,6 % чёрных или афроамериканцев, 0,3 % коренных американцев, 1,3 % азиатов, 2,0 % другой расы и 2,1 % двух или более рас. 5,4 % населения были испанского либо латиноамериканского происхождения любой расы.
Из 25 828 домохозяйств в 30,4 % были проживающие там дети в возрасте до 18 лет, 46,6 % были супружескими парами, живущими вместе, 12,7 % — женщины без мужей, а в 35,3 % не было семьи. 28,2 % всех домохозяйств состоят из отдельных лиц, а 10,6 % — из лиц в возрасте 65 лет и старше. Средний размер домохозяйства 2,43 человека, а средний размер семьи — 2,95.
Жителей в возрасте до 18 лет было 21,8 %, и 13,9 % в возрасте 65 лет и старше. Средний возраст составил 37,1 лет.